# Виктимизам
Виктимизам или играње улоге жртве (такође познато као играње жртве, улога жртве или самовиктимизација) је измишљање или преувеличавање сопствене жртве, из разних разлога као што су да се оправда злостављање других, да се манипулише другима, стратегија суочавања, тражење пажње или ширење (дифузија) одговорности. Особа која то више пута чини позната је као професионална жртва. Стварна жртва је неко или нешто што је повређено, оштећено, или убијено или је претрпело, било због радњи некога или нечег другог, било због болести или несрећног случаја.
Жртва коју најћешче играју насилници су:
- Дехуманизација, скретање пажње са аката злостављања тврдњом да је злостављање оправдано на основу лошег понашања друге особе (обично жртве).
- Подстицање злоупотребе моћи и контроле тако што се тражи саосећање од других како би се добила њихова помоћ у подршци или омогућавању злостављања жртве (познато као злостављање преко проксија).

Уобичајено је да насилници учествују у игри жртве. Ово има две сврхе:
- Оправдање, за себе, у трансакционој анализи познатој као егзистенцијална валидација, као начин суочавања са когнитивном дисонансом која је резултат недоследности између начина на који се опходе према другима и онога што верују о себи.
- Оправдање другима као стратегија избегавања или одбијања оштрог суда или осуде којих се могу бојати од других.

Манипулатори често играју улогу жртве („тешко мени“) приказујући себе као жртве околности или нечијег понашања да би стекли сажаљење или саосећање или да би изазвали саосећање и тако нешто од некога добили. Брижни и савесни људи не могу да поднесу да виде да било ко пати, а манипулатору је често лако и корисно играти на осећења да би стекао сарадњу.
Иако представљање себе као жртве може бити веома успешно у постизању циљева у кратком року, овај метод има тенденцију да буде мање успешан током времена:
Таленат жртава за високу драму привлачи људе к себи као мољце на пламен. Њихово трајно страшно стање открива алтруистичке мотиве у другима. Тешко је игнорисати сталне вапаје за помоћ. У већини случајева, међутим, помоћ је кратког трајања. И као мољци у пламену, помоћници брзо изгоре; чини се да ништа не помаже да се ублажи јадна ситуација жртава; нема кретања на боље. Сви напори које спасиоци учине игноришу се, омаловажавају или наилазе на непријатељство. Није ни чудо што су спасиоци све више фрустрирани – и одлазе.

## У политичком контексту
Медији користе селективно приказивање различитих група или појединаца као жртава да би позвали на симпатије и мобилисали и политичку левицу и десницу. Групе или појединци се често бирају на основу класе, расе, етничке припадности, пола, старости и/или сексуалности.

## У пословном животу
Језик „играња жртава“ је ушао у савремени корпоративни живот, као потенцијално оружје свих професионалаца. Дефинисање играча-жртва као непоштених може бити оснажујући одговор; као што може бити и свест о томе како питања граница из детињства могу бити у основи тактике.
У гужви у канцеларијској политици, овај израз се, међутим, може злоупотребити да би се казнила легитимна жртва неправде, као и играч улоге.

## Основна психологија
Трансакциона анализа разликује стварне жртве од оних који преузимају улогу у лошој намери, игноришући сопствене капацитете да побољшају своју ситуацију. Међу предвидљивим интерперсоналним „игарама“ које је психијатар Ерик Берн идентификовао као уобичајене међу жртвама-играчима су „Погледај колико сам се трудио“ и „Дрвена нога“.
Р. Д. Лаинг је сматрао да је „у пракси бити тешко утврдити да ли је или у којој мери веза тајна” – када је „једна особа претежно пасивна ’жртва’”, и када само изиграва жртву. Проблем се интензивира када се усвоји образац виктимизације, можда у облику двоструке везе.
Теорија објектних односа истраживала је начин на који поседовање од стране лажног сопства може створити трајни осећај виктимизације – осећај да сте увек у рукама спољашње судбине.
Да би се разбио негативан комплекс и побегао од пасивности жртве, потребно је преузимање одговорности за сопствене жеље и дугорочне поступке.